# ورزشگاه ملی کاسومیگائوکا

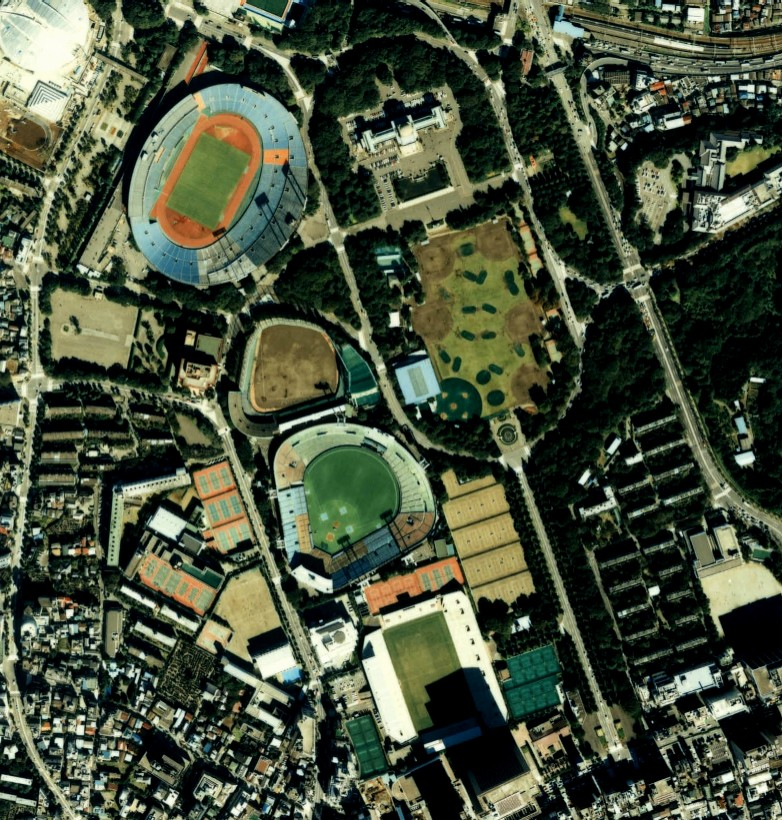
عکس هوایی از ورزشگاه ملی کاسومیگائوکا

ورزشگاه ملی کاسومیگائوکا (به ژاپنی: 国立霞ヶ丘競技場) در منطقهٔ شینجوکو و میناتو در درون پارک میجی جینگوگایئن در توکیو پایتخت ژاپن واقع شده‌است. این استادیوم در سال ۱۹۵۸ میلادی آمادهٔ بهره‌برداری شده‌است.

## ایستگاه‌های اطراف
- خط جی آر، خط چوئو-سوبو، ایستگاه سنداگایا و ایستگاه شینانوماچی
- متروی توئی، خط اوادو، ایستگاه سنداگایا و ایستگاه کوکوریتسوکیوگیجو

(Kokuritsu-Kyōgijō 国立競技場駅)